# Loubigné

Loubigné este o comună în departamentul Deux-Sèvres, Franța. În 2009 avea o populație de 164 de locuitori.